# Beata Balogová

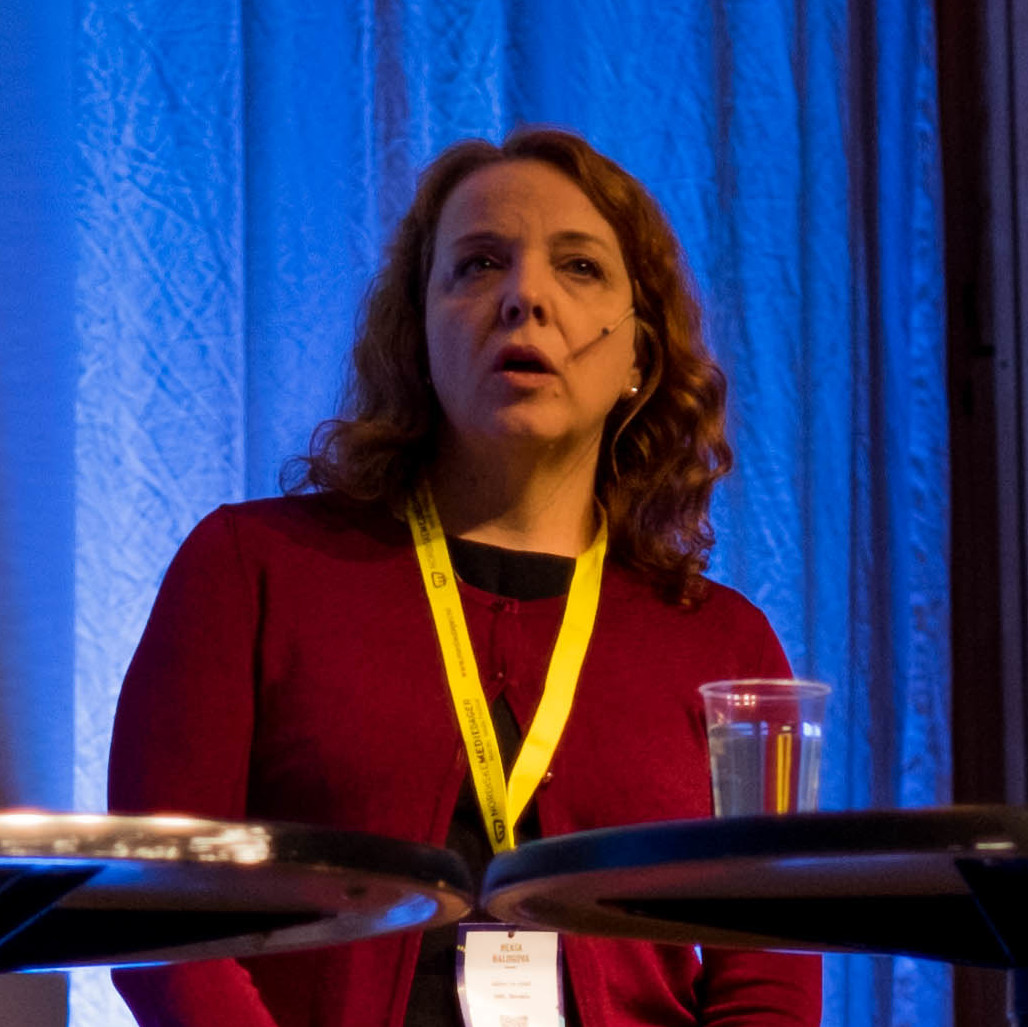
Beata Balogová bei einem Gesprächsforum im Jahr 2018

Beata Balogová (* in Lučenec) ist eine slowakische Journalistin. Sie war zwischen 2003 und 2014 die Chefredakteurin von The Slovak Spectator und seit 2014 ist sie die Chefredakteurin der SME.

## Leben
Beata Balogová, die der ungarischen Minderheit in der Slowakei angehört, studierte Journalismus zuerst an der Comenius-Universität Bratislava und dann Journalismus und Propagandaanalyse mit einem Fulbright-Stipendium an der University of Missouri. Im Jahr 2003 wurde sie zur Chefredakteurin der englischsprachigen slowakischen Zeitung The Slovak Spectator ernannt. Trotz dieser Position absolvierte sie zwischen 2006 und 2007 ein Masterstudium an der Columbia University Graduate School of Journalism.
Wegen eines Eigentümerwechsels 2014 bei der slowakischen Tageszeitung SME verließ der Chefredakteur Matúš Kostolný die Zeitung und gründete eine eigene Zeitung. In der Folge wurde Beata Balogová zur neuen Chefredakteurin der SME ernannt. Ihr Nachfolgerin als Chefredakteurin bei The Slovak Spectator wurde Michaela Terenzani.
Nachdem sie bereits im Jahr 2019 mit dem Kommentar „Hovorme ešte o vražde, nie o Ficovej mediálnej tyranii“ für den European Press Prize in der Kategorie Kommentar nominiert war, konnte sie mit dem Artikel „Ako sme prestali byť súdružkami a súdruhmi“ ein Jahr später den Preis in dieser Kategorie gewinnen. Zwischen 2019 und 2021 war sie stellvertretende Vorsitzende der Geschäftsleitung des International Press Institute.
Mit dem Buch Kornélie veröffentlichte sie im Jahr 2022 ihren ersten Roman.

## Bedeutende Kommentare
- „Hovorme ešte o vražde, nie o Ficovej mediálnej tyranii“ – veröffentlicht am 10. Dezember 2018 in der SME (slowakisches Original und englische Übersetzung)
- „Ako sme prestali byť súdružkami a súdruhmi“ – veröffentlicht am 15. November 2019 in der SME (slowakisches Original und englische Übersetzung)

## Werke
- Kornélie. 1. Auflage. IKAR, Bratislava 2022, ISBN 978-80-551-8524-8 (slowakisch, 256 S.).